# The Sword of Doom
The Sword of Doom (Originaltitel: 大菩薩峠, Dai-bosatsu tōge, wörtlich: “Großer Bodhisattva-Gebirgspass”) ist ein japanischer Spielfilm aus dem Jahr 1965, der zwischen 1862 und 1864 am Ende der Edo-Zeit spielt. Das Drehbuch entstand nach einem Roman von Kaizan Nakazato (1885–1944), der den Roman als Fortsetzungsgeschichte in einer japanischen Zeitung von 1913 bis 1921 veröffentlichte. Der Film erschien erstmals in deutscher Sprache auf DVD am 8. März 2006.

## Handlung
Die Handlung beginnt im Frühjahr 1862 in den Bergen nahe einem Dorf, nämlich am Großer Bodhisatva-Gebirgspass, nach dem der Film im Japanischen benannt ist. Der junge Samurai Ryūnosuke Tsukue ermordet heimtückisch einen alten Mann, der mit seiner Enkeltochter auf Wanderschaft ist. Ryūnosuke ist der stärkste Schwertkämpfer im Ort, jedoch besonders kaltherzig und grausam, und wurde deshalb aus der örtlichen Schwertkampfschule ausgeschlossen. Er beherrscht eine für Samurai ungewohnte Verhaltensweise, die ihm Vorteile im Kampf verschafft. Bei einem kommenden Wettstreit im Dorf soll er gegen den ehrenwerten Samurai Bunnojo Utsugi antreten, für den der Sieg sehr wichtig ist, da der Fürst diesem nur dann die Leitung der Kogen-Itto-Schule übertragen kann. Weil davon auch das Schicksal Bunnojos Familie abhängt, sucht dessen junge Ehefrau Ohama den Ryūnosuke auf und bittet ihn, auf den Sieg zu verzichten, damit die Schwertkampfschule im Ort bleiben kann. Für Ryūnosuke sei kein zusätzlicher Gesichtsverlust zu befürchten, da er ohnehin schon aufgrund seines soziopathischen Verhaltens aus der Gemeinschaft ausgeschlossen wurde. Ryūnosuke verlangt als Gegenleistung von Ohama, dass sie sich ihm hingebe, was sie auch tut, um ihre Familie zu retten. Ryūnosuke sagt ihr zu, Bunnojo gewinnen zu lassen.
Bunnojo kommt jedoch vor dem Wettkampf hinter die Sache und verstößt Ohama. Im Zorn schwört er, gegen die Wettkampfregeln zu verstoßen und Ryūnosuke zu töten, unterliegt aber selbst und wird getötet. Nach dem Wettkampf sucht die verstoßene Ohama erneut Ryūnosuke auf, unterwirft sich ihm und warnt ihn vor einem Hinterhalt am Sakashita-Tor durch die Kogen-Itto-Schüler. Ryūnosuke tötet viele der Schüler und flieht mit Ohama, die er zu seiner Frau nimmt. Die Handlung wird parallel mit dem Schicksal der Enkeltochter des eingangs getöteten alten Mannes weitergeführt.
Ryūnosuke beginnt ein zwielichtiges Leben als gedungener Mörder in der halboffiziellen Polizeieinheit Shinchōgumi, tötet Leute gegen kleine Geldsummen. Als er den Auftrag erhält, zwei angesehene Personen, einen bekannten Schwertkämpfer und einen wehrlosen Philosophen, zu töten, wendet er sich zunächst an die Schule von Toranosuke Shimada und bittet um einen Schaukampf, um die Kampftechniken zu sehen. In diesem Zusammenhang erfährt er, dass der Bruder des getöteten Bunnojo nun an der Schule von Shimada lernt und sich darauf vorbereitet, seinen Bruder zu rächen.
Bevor die zuvor eröffneten Handlungsstränge zusammengeführt werden, kommt es in einem Freudenhaus zu einem Rivalenkampf in der Shinchōgumi. Ryūnosuke dreht durch und wird von den Mitgliedern seiner eigenen Gruppe angegriffen. Es kommt zu einem blutigen Gemetzel und einer Feuersbrunst.

## Bedeutung des Films
Der Film spielt in der ausgehenden Edo-Zeit, in der ein zunehmend größerer Teil dieses Standes herrenlos wurde und verarmte. Die feudalen Strukturen waren noch intakt, aber durch das beginnende Industriezeitalter bereits im Untergang begriffen. Er bietet einen Einblick in die japanische Lebensweise dieser Zeit.
Wie viele andere seines Genres ist dieser Film vor allem in Japan bekannt geworden. Die schauspielerischen Leistungen sind beachtlich. Tatsuya Nakadai und Toshirō Mifune sind einige der wenigen japanischen Schauspieler dieser Zeit, die auch im Ausland bekannt geworden sind. Der Film blieb im Westen bisher weitgehend unbeachtet, ist dem deutschen Publikum aber seit kurzem unter dem Titel Sword of Doom zugänglich.

## Kritiken
„Ebenso bitteres wie blutiges Samurai-Drama, das längst zum Klassiker des Genres geadelt wurde. Furiose Schwertkämpfe, eine überwältigende Kameraführung und die Ahnung vom Verlust eines Lebens in Ehre verdichten sich zum packenden Porträt eines Mannes und einer Zeit, die glaubt, ihrer Zukunft verlustig geworden zu sein.“

## Veröffentlichungen
Der Film erschien in Deutschland in der Reihe Nippon Classics von Rapideyemovies und ist zudem in der The Criterion Collection in Originalsprache erhältlich. Der deutsche Titel entspricht dem internationalen The Sword of Doom.

## Weitere Verfilmungen
Der Roman Dai-bosatsu tōge von Kaizan Nakazato wurde zuvor schon dreimal, in den Jahren 1935, 1957 und 1960, verfilmt.